# Rhyacophila atomaria
Rhyacophila atomaria là một loài Trichoptera trong họ Rhyacophilidae. Loài này komt voor in Trung Quốc.